# 민둥어
민둥어(중국어 정체자: 閩東語, 간체자: 闽东语, 평화자: Mìng-dĕ̤ng-ngṳ̄, 병음: Mǐndōngyǔ 민둥위[*], 한자음: 민동어, 중국어 정체자: 閩東話, 간체자: 闽东话, 평화자: Mìng-dĕ̤ng-uâ, 병음: Mǐndōnghuà 민둥화[*], 한자음: 민동화)는 주로 중화인민공화국 복건성(푸젠성) 동북부 및 인근 절강성(저장성) 남부, 중화민국이 실효지배하는 마쭈 제도에서 사용되고 있는 민어의 한 갈래이고, 중국어의 방언이다. 복건성(푸젠성) 성도인 복주(푸저우)에 사용되고 있는 복주어(福州語)는 그 대표이다. 동남아시아 등지도에서도 복주어가 사용되고 있다.

## 같이 보기
- 중국어
- 민어